# Zookeeper
Zookeeper (en España Zooloco y en Hispanoamérica El guardián del zoológico) es una película estadounidense de comedia, protagonizada por Kevin James y Rosario Dawson, y con voces de Adam Sandler,  Sylvester Stallone, Nick Nolte, Mary Elizabeth Winstead, Judd Apatow, Jon Favreau, Cher y Faizon Love. La película es producida por la compañía de Sandler, Happy Madison, y fue co-distribuida por Metro-Goldwyn-Mayer y Columbia Pictures. La película se estrenó el 8 de julio de 2011.

## Sinopsis
Los animales en un zoológico en particular deciden romper su código de silencio para ayudar a su adorado cuidador para que obtenga la atención de una mujer en particular.

## Argumento
Un cuidador del zoológico llamado Griffin Keyes (Kevin James) establece un plan para proponerle matrimonio al amor de su vida Stephanie (Leslie Bibb), pero ella lo rechaza y afirma que su carrera como cuidador del zoológico es lo que la mantiene alejada, por lo que le rompe el corazón a Griffin.
Cinco años después, se muestra que Griffin es el cuidador principal del zoológico en el zoológico de Franklin Park, que se preocupa profundamente por los animales del zoológico.  Esa noche, Griffin celebra una fiesta en el zoológico para su hermano Dave (Nat Faxon) que se va a casar, pero se asusta cuando descubre que Stephanie fue invitada. Dave le ofrece a Griffin que venga y trabaje con él en un concesionario de automóviles, y le explica que es la mejor manera de recuperar a Stephanie. Griffin contempla dejar su trabajo en el zoológico y unirse a su hermano en el concesionario.
Más tarde, los animales celebran una reunión diciendo que creen que Griffin es el mejor cuidador del zoológico y que no quieren que se vaya, por lo que deciden encontrar alguna forma de ayudarlo a ganarse el corazón de Stephanie. Jerome el Oso (Jon Favreau) sugiere que le enseñen a Griffin sus técnicas de apareamiento de animales, pero Joe el León (Sylvester Stallone) protesta, recordándoles que está en contra del código animal de hablar con humanos. Donald el Mono (Adam Sandler) dice que Stephanie estará en el zoológico mañana, y todo lo que los animales tienen que hacer es hacer que Griffin parezca un héroe frente a ella.
Al día siguiente, Donald abre la puerta del recinto de los leones y deja salir a Joe, quien se enfrenta a Robin, la amiga de Stephanie y Dave (Steffiana de la Cruz). Kate (Rosario Dawson), la veterinaria del zoológico, logra alejarlos de Joe, pero Griffin no puede saltar al recinto de leones, arruinando el plan de los animales. Cuando sale del recinto, Joe le grita a Griffin, lo que hace que Griffin crea que se ha vuelto loco. La noche siguiente, todos los animales rompen su código de silencio y le dicen a Griffin que le enseñarán qué hacer para ganar a Stephanie. Griffin aprende sus diferentes rituales de apareamiento, pero termina humillándose frente a los otros cuidadores del zoológico y los invitados.
Griffin luego tiene una conversación con Bernie (Nick Nolte), un gorila triste que fue trasladado a un recinto profundo después de presuntamente atacar a un cuidador del zoológico llamado Shane (Donnie Wahlberg). Bernie le explica a Griffin que Shane abusa de los animales y se cayó cuando estaba abusando de Bernie. Mintió y dijo que Bernie lo atacó, haciendo que Bernie perdiera su confianza en los humanos.
Griffin descubre que Stephanie está saliendo con su otro exnovio, un matón llamado Gale (Joe Rogan). La compañera de Joe, Janet (Cher), le dice a Griffin que la mejor manera de atraer a una mujer es verse con otra mujer, por lo que Griffin le pide a Kate que lo acompañe a la boda de Dave y Robin. Griffin luego disfraza a Bernie con una camiseta de Izod y lo lleva a T.G.I. Friday's, donde gracias a su "disfraz" Bernie termina siendo la sensación de la noche; se unen, con Bernie diciéndole a Griffin que es su mejor amigo.
Griffin y Kate van a la boda y parecen divertirse juntos. Griffin se vuelve lo suficientemente valiente como para enfrentarse a Gale y esto llama la atención de Stephanie. Después de que Kate le dice a Griffin que la pasó muy bien con él, Stephanie le invita a cenar a Griffin. Griffin acepta y van a cenar y luego van a un desfile de modas.  Stephanie le dice a Griffin que su trabajo en el zoológico lo está frenando, por lo que Griffin decide dejar su trabajo y acepta la oferta de Dave, resultando muy efectivo en ello. Al ir a despedirse al zoológico, su decisión molesta a Kate, que le echa en cara que es manipulado por Stephanie. Bernie también se enoja y le dice a Griffin que pensó que podía confiar en alguien nuevamente, pero se demostró que estaba equivocado cuando Griffin dejó su trabajo. Como gesto de despedida, Griffin amenaza con golpear a Shane si lastima a Bernie.  Kate decide abandonar el zoológico y acepta un trabajo en Nairobi.
Griffin se convierte en el mejor empleado del concesionario de automóviles, pero echa de menos trabajar en el zoológico. Stephanie le propone matrimonio a Griffin, pero Griffin se niega y la abandona después de darse cuenta de que Stephanie realmente lo amara, ella lo aceptaría por lo que era y no por lo que es. Griffin regresa al zoológico y se disculpa con Bernie, quien acepta la amistad de Griffin, pero muestra signos de ser golpeado por Shane. Los animales luego le dicen a Griffin que Kate se dirige al aeropuerto. Griffin sale para detenerla, aunque primero hace una parada en la casa de Shane para cumplir con su amenaza. Luego, con la ayuda de Bernie, Griffin logra alcanzar a Kate en el puente y le confiesa su amor. Seis meses después, Griffin y Kate se casan y vuelven a trabajar en el zoológico y Bernie ahora vive en un nuevo recinto donde tiene una gran vista de la ciudad. Cuando Bernie pregunta qué es un "Benihana", Griffin le pregunta a Bernie si todavía tiene su Izod.

## Elenco
- Kevin James como Griffin Keyes.
- Rosario Dawson como Kate.
- Leslie Bibb como Stephanie.
- Ken Jeong como Venom.
- Donnie Wahlberg como Shane.
- Joe Rogan como Gale.
- Nat Faxon como Dave.
- Steffiana de la Cruz como Robin.
- Nicholas Turturro como Manny.
- Sylvester Stallone como la voz de Joe, el león.
- Nick Nolte como la voz de Bernie, el Gorila.
- Adam Sandler como la voz de Donald, el mono.
- Judd Apatow como la voz de Bary, el elefante.
- Cher como la voz de Janet, la leona.
- Maya Rudolph como Mollie, la jirafa.
- Jon Favreau como la voz de Jerome, el oso.
- Faizon Love como la voz de Bruce, el oso.
- Bas Rutten como la voz de Sebastian, el lobo.
- Jim Breuer como la voz del cuervo.
- Don Rickles como la voz de la rana.

## Doblaje Latinoamérica
- Sergio Gutiérrez Coto como Griffin Keyes.
- Xóchitl Ugarte como Kate.
- Karla Falcón como Stephanie.
- Gabriel Ortiz como Venom.
- Ricardo Tejedo como Shane.
- Raúl Anaya como Gale.
- Gerardo García como Dave.
- Christine Byrd como Robin.
- Ricardo Mendoza como Manny.
- Erik Rubín como la voz de Joe, el león.
- Octavio Rojas como la voz de Bernie, el Gorila.
- Cristóbal Orellana como la voz de Donald, el mono.
- Alejandro Mayén como la voz de Bary, el elefante.
- Andrea Legarreta como la voz de Janet, la leona.
- Consuelo Duval como Mollie, la jirafa.
- Raúl Araiza Herrera como la voz de Jerome, el oso.
- Armando Araiza como la voz de Bruce, el oso.
- Enrique Cervantes como la voz de Sebastian, el lobo.
- Óscar Flores como la voz del cuervo.
- Héctor Lee como la voz de la rana.

## Estrenos
| País           | Estreno                             |
| -------------- | ----------------------------------- |
| Islandia       | Miércoles, 6 de julio de 2011       |
| Uruguay        | Miércoles, 6 de julio de 2011       |
| Alemania       | Jueves, 7 de julio de 2011          |
| Perú           | Jueves, 7 de julio de 2011          |
| México         | Viernes, 8 de julio de 2011         |
| Panamá         | Viernes, 8 de julio de 2011         |
| Estados Unidos | Viernes, 8 de julio de 2011         |
| Bélgica        | Miércoles, 20 de julio de 2011      |
| Bielorrusia    | Jueves, 21 de julio de 2011         |
| Chile          | Jueves, 21 de julio de 2011         |
| Hungría        | Jueves, 21 de julio de 2011         |
| Israel         | Jueves, 21 de julio de 2011         |
| Kuwait         | Jueves, 21 de julio de 2011         |
| Kazajistán     | Jueves, 21 de julio de 2011         |
| Países Bajos   | Jueves, 21 de julio de 2011         |
| Rusia          | Jueves, 21 de julio de 2011         |
| Ucrania        | Jueves, 21 de julio de 2011         |
| Venezuela      | Viernes, 22 de julio de 2011        |
| Grecia         | Jueves, 28 de julio de 2011         |
| Reino Unido    | Viernes, 29 de julio de 2011        |
| Irlanda        | Viernes, 29 de julio de 2011        |
| Italia         | Viernes, 5 de agosto de 2011        |
| Singapur       | Martes, 9 de agosto de 2011         |
| Malasia        | Jueves, 11 de agosto de 2011        |
| España         | Viernes, 12 de agosto de 2011       |
| Francia        | Miércoles, 17 de agosto de 2011     |
| Estonia        | Viernes, 2 de septiembre de 2011    |
| Lituania       | Viernes, 2 de septiembre de 2011    |
| Letonia        | Viernes, 2 de septiembre de 2011    |
| Turquía        | Viernes, 2 de septiembre de 2011    |
| Dinamarca      | Jueves, 8 de septiembre de 2011     |
| Portugal       | Jueves, 8 de septiembre de 2011     |
| Eslovenia      | Jueves, 8 de septiembre de 2011     |
| Bulgaria       | Viernes, 9 de septiembre de 2011    |
| Polonia        | Viernes, 9 de septiembre de 2011    |
| Suecia         | Viernes, 9 de septiembre de 2011    |
| Finlandia      | Viernes, 16 de septiembre de 2011   |
| Noruega        | Viernes, 16 de septiembre de 2011   |
| Filipinas      | Miércoles, 21 de septiembre de 2011 |
| Hong Kong      | Jueves, 22 de septiembre de 2011    |
| India          | Viernes, 23 de septiembre de 2011   |
| Argentina      | Jueves, 29 de septiembre de 2011    |
| Brasil         | Viernes, 7 de octubre de 2011       |

## Producción
La filmación comenzó en Boston el 17 de agosto de 2009, esperando por un lanzamiento en octubre de 2010, el cual se retrasó, terminando de elegir el 8 de julio de 2011 para su estreno. La filmación terminó el 30 de octubre de 2009.

## Premios
Premios Razzie (2011)
- Ken Jeong – Peor actor secundario (nominado)